# Рубениди
Рубени́дите (на арменски: Ռուբինեաններ) е владетелска (царска) династия на Арменското кралство Киликия в периода 1080 – 1375 г.
Според легендата, основателят на династията Рубен е един от приближените на Гагик II, цар на Велика Армения. Син и наследник на Рубен е Костантин I.